# Bibel (TV)
En bibel är en manual för manusförfattare. Uttrycket kommer från USA, men har spridit sig till Sverige, och används inom produktion av framför allt TV-serier, till exempel dramaserier och tvåloperor.
Eftersom det krävs flera författare för att hinna med att skriva ett avsnitt i veckan (för en enda TV-serie) använder manusavdelningarna en bibel, som beskriver serien i detalj. På det sättet blir det lättare att hålla serien konsekvent.
Bibeln skrivs av seriens skapare och/eller exekutiva producent(er) och innehåller korta beskrivningar av huvudkaraktärerna och deras personligheter, miljön, vilken typ av serie det handlar om, och vilka specialtermer som används.

### Fotnoter
1. ↑  Jane Espenson (8 april 2008). ”Jane in Progress” (på engelska). Jane Espensons webbplats. http://www.janeespenson.com/archives/00000550.php. Läst 23 januari 2017.